# İlemin, Erdemli
İlemin là một xã thuộc huyện Erdemli, tỉnh Mersin, Thổ Nhĩ Kỳ. Dân số thời điểm năm 2011 là 665 người.